# Moradabad
Moradabad (o Muradabad) è una suddivisione dell'India, classificata come municipal corporation, di 641.240 abitanti, capoluogo del distretto di Moradabad e della divisione di Moradabad, nello stato federato dell'Uttar Pradesh. In base al numero di abitanti la città rientra nella classe I (da 100.000 persone in su).

## Geografia fisica
La città è situata a 28° 49' 60 N e 78° 46' 60 E e ha un'altitudine di 185 m s.l.m..

## Società

### Evoluzione demografica
Al censimento del 2001 la popolazione di Moradabad assommava a 641.240 persone, delle quali 340.217 maschi e 301.023 femmine. I bambini di età inferiore o uguale ai sei anni assommavano a 94.634, dei quali 49.468 maschi e 45.166 femmine. Infine, coloro che erano in grado di saper almeno leggere e scrivere erano 335.896, dei quali 192.022 maschi e 143.874 femmine.